# Isla Tokashiki
La Isla Tokashiki (en japonés: 渡嘉敷島 Tokashikijima) es una de las islas Kerama en las Islas Nansei (Islas Ryukyu) en el sur del país asiático de Japón en el Océano Pacífico.
Desde un punto de vista administrativo, es parte del distrito de Shimajiri en la Prefectura de Okinawa.
La isla tiene una superficie de 15,31 kilómetros cuadrados y una población de 760 habitantes para el año 2010 básicamente viviendo en el pueblo de Tokashiki (渡嘉敷村, Tokashiki-son).